# Chail
Chail ist eine Commune déléguée in der französischen Gemeinde Fontivillié mit 466 Einwohnern (Stand: 1. Januar 2022) im französischen Département Deux-Sèvres in der Region Nouvelle-Aquitaine. Die Einwohner werden Chaillois genannt.
Die Gemeinde Chail wurde am 1. Januar 2019 mit Sompt zur Commune nouvelle Fontivillié zusammengeschlossen. Sie hat seither den Status einer Commune déléguée. Die Gemeinde Chail gehörte zum Kanton Melle im Arrondissement Niort.

## Geographie
Chail liegt etwa 30 Kilometer ostsüdöstlich von Niort. Umgeben wurde die Gemeinde Chail von den Nachbargemeinden Saint-Léger-de-la-Martinière im Norden und Nordwesten, Saint-Vincent-la-Châtre im Osten, Maisonnay im Südosten, Sompt im Süden, Saint-Génard im Südwesten sowie Pouffonds im Westen.

## Bevölkerungsentwicklung
| Jahr                      | 1962 | 1968 | 1975 | 1982 | 1990 | 1999 | 2006 | 2013 |
| ------------------------- | ---- | ---- | ---- | ---- | ---- | ---- | ---- | ---- |
| Einwohner                 | 488  | 463  | 402  | 417  | 431  | 505  | 468  | 524  |
| Quelle: Cassini und INSEE |      |      |      |      |      |      |      |      |